# Koolhoven F.K.58
Il Koolhoven FK58 fu un caccia monomotore monoposto progettato dalla ditta olandese Koolhoven negli anni trenta del XX secolo, su ordinazione francese. Destinato al servizio in ambito coloniale nell'Armée de l'air, l'F.K.58 ebbe un impiego limitato nel corso della campagna di Francia.

## Storia del progetto
Dopo aver concepito il prototipo del caccia F.K.55 l'ufficio tecnico della N.V. Koolhoven Vlietuigen iniziò ad elaborare il progetto di un nuovo aereo, che ricevette la designazione provvisoria di Project 1166. Quando nel corso del 1937 l'ingegnere Erich Schatzki si trasferì dalla Fokker alla ditta di Frederick Koolhoven trovò il progetto del nuovo caccia già completo al 60%, ma riuscì ad influire sul nuovo modello, introducendovi alcune modifiche direttamente mutuate dal Fokker D.XXI all'ora in servizio nell'aeronautica olandese. Il prototipo (matricola civile PH-ATO)  fu terminato in sei settimane, ricevendo la designazione finale di F.K.58, e equipaggiato con un motore radiale Hispano-Suiza 14AA-10 da 1 080 CV andò in volo per la prima volta il 17 luglio 1938 sull'aeroporto di Rotterdam-Waalhaven, nelle mani del pilota collaudatore Thomas Coppers.
Nel 1937, con il degradarsi della situazione politica internazionale, divenne evidente allo Stato maggiore dell'Armée de l'air francese che i produttori nazionali non sarebbero stati in grado di produrre un numero sufficiente aerei caccia, per questo motivo furono presi contatti con i costruttori esteri per l'acquisto diretto, ed eventuale produzione su licenza, di moderni aerei da caccia monoposto. Nel 1938 il Ministère des Colonies emise un requisito per l'acquisto di un moderno aereo da caccia da impiegarsi nei territori d'oltremare, con particolare interesse per l'Indocina. Il nuovo F.K.58 suscitò immediato interesse, e il 10 ottobre 1938 fu presentato ufficialmente presso il Centre d'Essais du Matériel Aérien (CEMA) di Parigi-Villacoublay, e i collaudi si conclusero il mese successivo dopo una prova a fuoco tenutasi sul poligono di Cazaux. L'aereo fu poi esposto al Salone dell'aeronautica di Parigi-Le Bourget, ed ottenne un ordine per la produzione complessiva di 50 velivoli nella versione F.K.58A nel gennaio 1939. Il prototipo fu fatto rientrare nei Paesi Bassi, ma ebbe un'avaria al propulsore ed effettuò un atterraggio d'emergenza a Gand. Risultata irreparable la cellula fu poi donata alla scuola meccanici di Rochefort.

## Descrizione tecnica
L'aereo era un caccia monoplano di costruzione mista.. L'ala bassa era di costruzione composita, con una struttura in legno rivestita di pannelli di compensato plastificato. La fusoliera realizzata in tubo d'acciaio aveva rivestimento misto non lavorante, con la parte anteriore ricoperta di lastre di duralluminio, mentre quella dietro la cabina di pilotaggio era ricoperta di tela. Lo stabilizzatore era controventato, mentre gli ipersostentatori a spacco si trovavano sul bordo di uscita alare. Il carrello d'atterraggio triciclo posteriore, prevedeva che le gambe anteriori rientrassero per rotazione verso l'interno, mentre il ruotino di coda, sterzabile, rimaneva all'esterno della fusoliera in fase di volo. L'abitacolo era chiuso da un tettuccio che si apriva per scorrimento verso l'indietro. L'aereo disponeva di impianto radio.
Il propulsore radiale Gnome-Rhône 14N-39 a 14 cilindri, raffreddati ad aria, eragova la potenza di 1 035 CV (768 kW) a 0 m, ed azionava un'elica tripala metallica Ratier a velocità costante. Sui prototipi (versione AA-10), e sugli esemplari di preserie, era installato un motore radiale Hispano-Suiza 14AA-13 a 14 ciclindri, raffreddati ad aria, erogante la potenza di 1 080 CV, ed azionante un'elica tripala metallica Hamilton.
Il carburante era contenuto all'interno di tre serbatoi dalla capienza totale di 500 litri. L'armamento principale, installato in due gondole subalari, consisteva in quattro mitragliatrici FN-Browning M.le 38 calibro 7,5 mm subalari, con 3 000 colpi complessivi. Sotto le ali potevano essere posizionati serbatoi supplementari o piccole bombe leggere.

## Impiego operativo

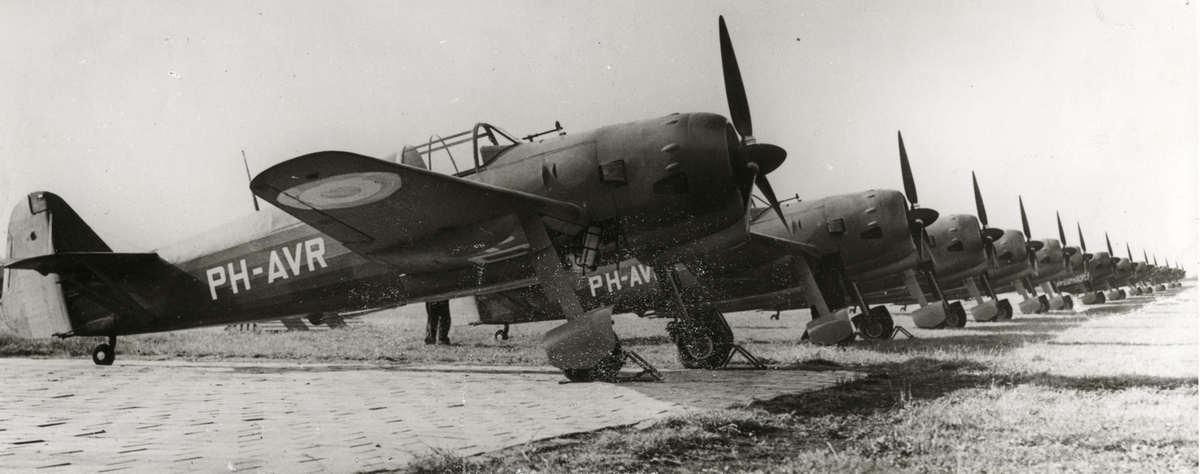
Esemplari di caccia Koolhoven F.K.58 in fase di consegna fotografati presso lo stabilimento di Waalhaven. I velivoli recano l'immatricolazione civile olandese.

Dopo la costruzione di due prototipi, la Koolhoven realizzò una preserie di cinque esemplari, di cui quattro con motore Hispano-Suiza 11AA-10, mentre per il quinto fu prevista l'installazione di un motore in linea Daimler-Benz DB 601A-1 A questi seguirono 14 F.K.58A dotati dei propulsori radiali Gnome-Rhône 14N-39 da 1 135 CV, e nel contempo si provvide alla realizzazione di uno stabilimento a Nevers, dove dovevano essere realizzati su licenza i rimanente aerei. Dall'Olanda vennero inviate parti per la realizzazione di 23 cellule, ma esse rimasero prive di alcuni equipaggiamenti di origine francese, e gli aerei non vennero mai terminati. La Koolhoven, a causa della deficiente capacità costruttiva, commissionò alla ditta belga SABCA la realizzazione di 10 cellule, di cui 8 vennero completate, e le rimanenti due non ricevetero mai i previsti motori Gnome-Rhône 14N.
I primi quattro aerei di preserie, designati F.K.58C1, furono consegnati all'Armée de l'air nel maggio 1939, entrando in servizio presso il Centre de Reception des Avions Série (CRAS),; a essi seguì il primo dotato di motore Gnome-Rhône arrivato nel mese di luglio. Le consegne ripresero dopo l'invasione della Polonia e il conseguente scoppio della seconda guerra mondiale, con i velivoli prelevati direttamente in Olanda da piloti militari francesi. A causa della mancanza di alcuni equipaggiamenti gli aerei rimasero confinati a terra fino al 2 dicembre dello stesso anno. Tra il dicembre 1939 e il maggio 1940 arrivarono circa 12 aerei, ed uno fu assegnato al Centre d'Essais di Orléans dove fu sottoposto ad altri collaudi, al cui termine lo Stato maggiore dell'aeronautica decise che, dato lo scarso numero degli aerei disponibili, non vi era possibilità di impiego in ambito coloniale, ed era sconsigliabile ogni altro impiego di carattere operativo. Fu preso in considerazione di venderne 46 alla Suomen ilmavoimat, allora impegnata nella guerra d'inverno con l'Unione Sovietica, spedendoli via mare ad Helsinki, ma l'operazione non fu mai portata a termine. I quattro esemplari di preserie vennero considerati inadatti all'impiego operativo a causa della mancanza di parti di rispetto per i propulsori, e consegnati al Centré d'Instruction de la Chasse di Étampes.
Dopo l'inizio della battaglia di Francia, e con il precipitare della situazione bellica, venne deciso di equipaggiare alcuni reparti per la difesa aerea locale, assegnati a piloti polacchi, con gli F.K.58. Quattro di essi entrarono in servizio presso l'Ecole de Chasse di Lione, mentre altri 8 o 9, il 16 maggio vennero assegnati al Ecole de l'Air di Salon-de-Provence andando a costituire l'Eskadra Koolhoven sotto il comando del capitano Walerian Jasionowski. Sezioni di allarme vennero costituite a Clermont-Ferrand, Istres, Salon-de-Provence e Cean-Carpiquet. A partire dal 30 maggio i velivoli eseguirono 47 missioni di pattugliamento, con la perdita di un velivolo per avaria, ma non si ebbero mai scontri con gli aerei della Luftwaffe.
Dopo la firma dell'armistizio di Compiègne risultavano dieci aerei rimasti operativi, di cui nove nel territorio non occupato dai tedeschi, mentre il decimo fu catturato a Villacoublay e poi incamerato dalla Luftwaffe come preda bellica. Nel novembre 1942, quando la Germania invase la zona sotto il governo di Vichy, non se ne rinvenne nessuno.

### Paesi Bassi
Con il precipitare della situazione internazionale, nel 1939 la Luchtvaartafdeling emise un ordine per 36 velivoli, basati sul secondo prototipo che dovevano essere equipaggiati con motori Bristol Taurus III da 1 080 CV e mitragliatrici da 7,92 mm. A causa della mancata concessione della licenza di produzione del motore Bristol Taurus, le autorità olandesi optarono per l'installazione dei motori Bristol Mercury VIII da 730 hp. La distruzione dello stabilimento di Waalhaven, avvenuta a causa dei bombardamenti aerei del 10 e 14 maggio pose termine ad ogni attività. Il secondo prototipo (matricola PH-AVA), che era stato requisito dalla Luchtvaartafdeling per un eventuale servizio nelle Indie orientali fu distrutto in combattimento.

## Utilizzatori
Francia
- Armée de l'Air

 Polonia
- Forze aeree polacche in esilio in Francia

### Annotazioni
1. ↑  Progettista del caccia Fokker D.XXI, prodotto in un discreto numero di esemplari, e che era stato anche esportato all'estero.
2. ↑  Considerata allora la maggiore ditta di produzione aeronautica dei Paesi Bassi.
3. ↑  Il motore doveva arrivare dalla Svizzera, dove era stato ottenuto con le prime forniture dei caccia Messerschmitt Bf 109.
4. ↑  La produzione di serie incontrò considerevoli difficoltà ad ottenere le parti di produzione francese, come i propulsori Gnome-Rhône 14N, la strumentazione e le apparecchiature radio.
5. ↑  Due aerei furono smontati e preparati per la spedizione, ma con l'annullamento della vendita rientrarono ai reparti.
6. ↑  Di essi due vennero distrutti durante il corso della battaglia di Francia, e uno fu poi consegnato alla scuola meccanici di Rochefort.
7. ↑  I guasti registrati comportarono la perdita di un velivolo il 16 febbraio 1940, uno il 23 febbraio, uno il 14 aprile e due nel mese di giugno.

### Fonti
1. 1 2 3 4 5 6  Sgarlato 2017, p. 26.
2. 1 2 3  Sgarlato 2017, p. 20.
3. 1 2 3 4 5 6 7 8 9 10  Sgarlato 2017, p. 21.
4. ↑  Comas 1997c, p. 38.
5. 1 2  Comas 1997c, p. 39.
6. 1 2 3 4 5  Avionslegendaires.
7. 1 2 3 4 5 6 7 8 9 10 11 12  Sgarlato 2017, p. 22.
8. 1 2 3 4 5 6 7  Sgarlato 2017, p. 23.
9. 1 2  Comas 1997c, p. 40.
10. ↑  Уголок неба.
11. 1 2 3 4 5 6 7 8  Sgarlato 2017, p. 24.

### Periodici
- Matthieu Comas, Un Chasseur hollandais pour la France: Le Koolhoven FK 58, 1re partie, in Avions, n. 53, Boulogne sur Mer, SAR LE LA PRESSE, août 1997,  p. 22.
- Matthieu Comas, Un Chasseur hollandais pour la France: Le Koolhoven FK 58, 2re partie, in Avions, n. 54, Boulogne sur Mer, SAR LE LA PRESSE, septembre 1997,  p. 10.
- Matthieu Comas, Un Chasseur hollandais pour la France: Le Koolhoven FK 58, 3e partie et fin, in Avions, n. 55, Boulogne sur Mer, SAR LE LA PRESSE, octobre 1997,  pp. 35-41.
- Nico Sgarlato, Koolhoven F.K.58. Un caccia dall'insospettata vitalità, in Aerei nella Storia, n. 116, Parma, West-Ward Edizioni, ottobre-novembre 2017,  pp. 20-26.